# Francisco Pizarro

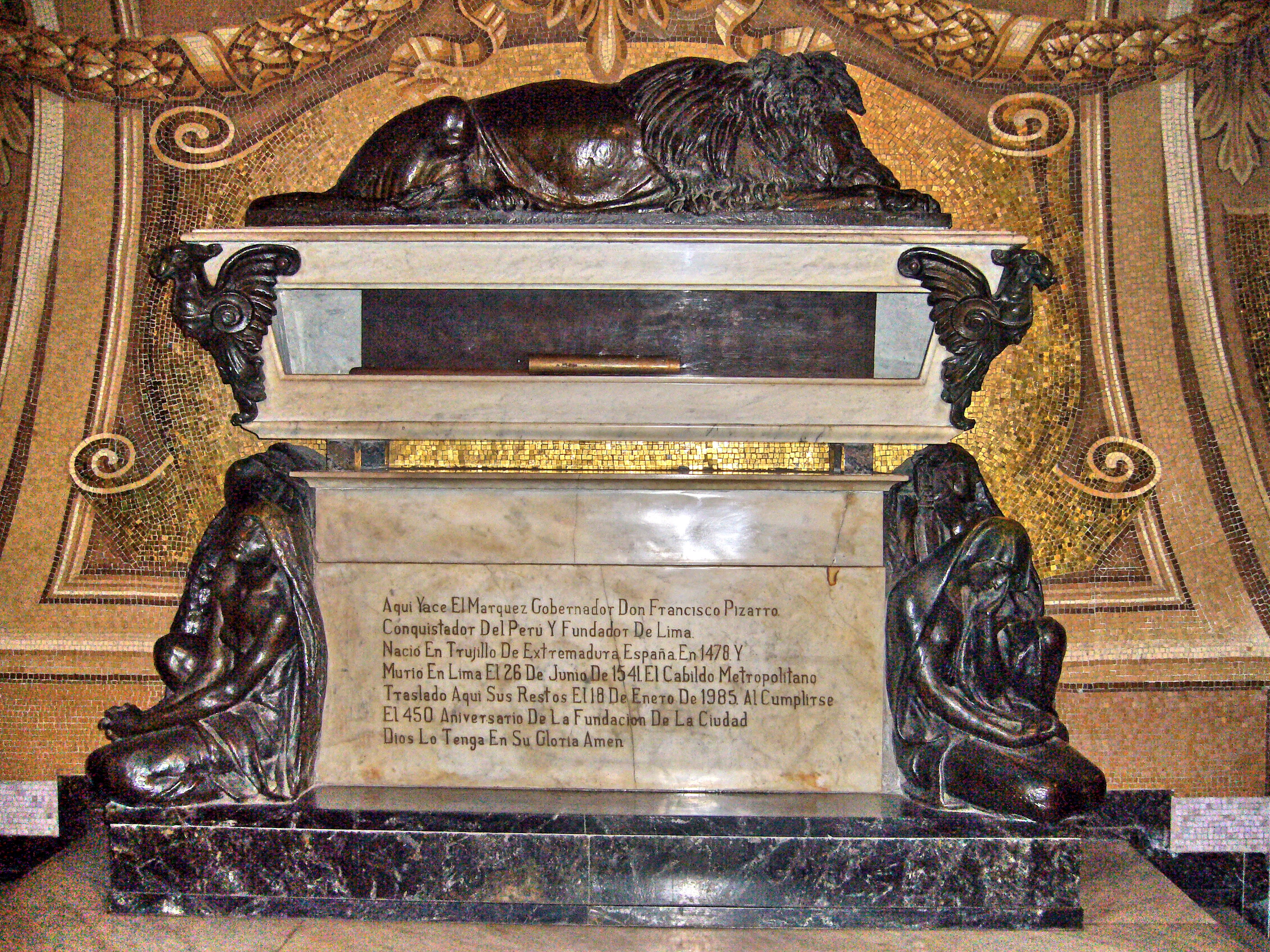
Hrob F. Pizarra v Limě

Francisco Pizarro González, první markýz de los Atabillos (asi 1471 nebo 1476, Trujillo – 26. června 1541 Lima) byl španělský conquistador, dobyvatel říše Inků a zakladatel dnešního hlavního města Peru Limy. Narodil se v Trujillu ve Španělsku ve velmi chudé rodině, datum jeho narození není přesně známo. Byl nelegitimním synem Gonzala Pizarra Rodrígueze de Aguilar staršího (1446–1522), který se jako plukovník pěchoty pod velením dona Gonzales Fernándeze de Córdoba vyznamenal v italských válkách a v Navaře. Franciscova matka Francisca González Mateos měla jen malý majetek, později se vdala a měla syna Francisca Martína de Alcántara. Přes svoji matku byl Francisco vzdálený příbuzný dobyvatele Mexika Hernána Cortése.

## Expedice do Ameriky
Dne 13. února roku 1502 vyplul ze Španělska s nově jmenovaným guvernérem Hispanioly Nicolásem de Ovando y Cáceres a jeho flotou třiceti lodí, což byla vůbec největší flota, jaká se do té doby vydala z Evropy do Nového světa. Flota vezla na dva a půl tisíce kolonistů. Do roku 1509 žil Francisco na Hispaniole, dnešním Haiti, kde působil ve službách Nicoláse de Ovando y Cáceres. Roku 1510 se zúčastnil expedice do Urabá.

## Pizarro v Panamě
Roku 1513 doprovázel expedici Vasca Núñeze de Balboy při průzkumu oblasti Panamské šíje, čímž se stal jedním z prvních Evropanů, kteří spatřili Tichý oceán z amerického pobřeží. Následujícího roku se dosazeným guvernérem v Castille de Oro stal Pedro Arias de Ávila, čímž v zápasu o tuto funkci porazil Balbou. V následujících pěti letech se Francisco stal blízkým společníkem guvernéra Ariase de Ávila a ten mu přidělil repartimiento (což byl koloniální pracovní systém uplatňovaný Španěly v koloniích) s domorodci a dobytkem. Když se guvernér rozhodl zbavit Balboy, kterému nedůvěřoval, osobně pověřil Pizarra, aby Balbou zatkl a postavil před soud. Rozkaz dokonale splnil a Vasco Núñez de Balboa byl v lednu 1519 usvědčen a popraven stětím hlavy. Pro svou loyalitu guvernérovi Ariasu de Ávila byl odměněn důležitou politickou funkcí starosty a soudce pro nově založené město Panama City, kterou zastával v letech 1519–1523.

## V Jižní Americe
Roku 1522 se dozvěděl o legendární říši zlata (Eldorado) a po několika neúspěšných výpravách doplul v letech 1526–1528 na pobřeží Peru, odkud se s velkou kořistí vrátil do Panamy a odplul do Španělska. Na španělského krále udělal velký dojem a byl jmenován generálním kapitánem s pověřením dobýt Peru. Roku 1531 se vydal s několika stovkami vojáků a loděmi podél pobřeží a v srpnu 1532 založil dnešní město Piura. Odtud se vydal do vnitrozemí a po velmi těžkém pochodu džunglí a přes Andy vstoupil na území Inků. 15. listopadu 1532 došel s asi 200 vojáky k městu Cajamarca, vzdálenému vzdušnou čarou asi 1000 km od inckého hlavního města Cuzca. U Cajamarcy ho očekával incký panovník Atahualpa s asi 20–80 tisíci vojáky, ale po vyjednávání Inkové Cajamarcu vyklidili a Pizarro ji obsadil. Po dalším vyjednávání se Atahualpa s malým doprovodem vydal beze zbraně do města, kde ho Španělé přepadli a zajali. Pohled na koně a hřmot střelných zbraní domorodce tak vyděsil, že se nebránili. Atahualpa dal Pizarrovi obrovské výkupné (zlato a stříbro), přesto nebyl propuštěn a v Pizarrově nepřítomnosti odsouzen za údajné vzbouření a 29. srpna 1533 popraven. Když se o události dozvěděl španělský král Karel, napsal Pizarrovi dopis ve kterém vyjádřil své rozhořčení nad popravou monarchy neurozeným člověkem a také nad tím, že se Pizarro zaštiťoval právem.
15. listopadu 1533 dobyli Španělé bez boje hlavní město Cuzco, vyplundrovali a vypálili, Pizarro získal ke spolupráci incké náčelníky a dosadil na trůn Manco Capace II. Roku 1535 založil Pizarro blízko pobřeží Ciudad de las Reyes (Město králů), pozdější Limu. Manco Capac se proti němu vzbouřil a oblehl Cuzco, Španělé se sice ubránili, potlačení povstání však trvalo až do roku 1572.
Roku 1537 vznikl spor mezi Pizarrem a jeho společníkem Diego de Almagro kvůli dělení kořisti. Diego oblehl Cuzco, byl však zajat a 8. června 1538 v Pizarrově nepřítomnosti popraven. Jeho syn a další přívrženci pak 26. června 1541 Pizarra v jeho paláci v Limě zavraždili.